# Козар Геннадій Васильович
Козар Геннадій Васильович (нар. 25 вересня 1971) — український футболіст, що грав на позиції захисника. Виступав, зокрема, за футбольні клуби «Кривбас» і «Дніпро». Тренер дитячо-юнацької академії ФК Дніпро. Виступає за «Дніпро» у першості ветеранів.

## Клубна кар'єра
Геннадій Козар народився 23 вересня 1971 року у місті Дніпропетровськ. У матчах українського чемпіонату дебютував 28 березня 1992 року у складі криворізького «Кривбасу» проти нікопольського «Електрометалурга». У складі команди відіграв чотири сезони, взявши участь у 99 матчах Чемпіонату і Кубка України, два сезони носив капітанську пов'язку і входить до 20-ки футболістів, що відіграли найбільше матчів у складі клубу.
У 1995 році перейшов до складу дніпропетровського «Дніпра», у складі якого відіграв 8 сезонів своєї ігрової кар'єри, провів 134 матчі. Найчастіше виходив на поле у сезонах 1996—1997, 1997—1998 та 1998—1999 років, бо вже на початку 2000-х почав залучатися до складу 2-го, а то й третього складу Дніпра. Разом із командою з Дніпропетровська тричі завоював бронзу українського чемпіонату.
Сезон 2002—2003 Геннадій Козар провів у складі «Олександрії», за яку відіграв 27 матчів чемпіонату. Наступного року перейшов до складу вінницької «Ниви», за яку провів 18 матчів у Чемпіонаті України. Завершив свою професійну кар'єру гравець 2004 року у тій же «Олександрії», за яку зіграв 6 матчів у сезоні 2004—2005.

## Статистика виступів

### Статистика клубних виступів
| Клуб               | Сезон              | Чемпіонат | Чемпіонат | Кубок | Кубок | Єврокубки | Єврокубки | Загалом | Загалом |
| Клуб               | Сезон              | Ігор      | Голів     | Ігор  | Голів | Ігор      | Голів     | Ігор    | Голів   |
| ------------------ | ------------------ | --------- | --------- | ----- | ----- | --------- | --------- | ------- | ------- |
| «Кривбас»          | 1992               | 23        | 0         | 0     | 0     | 0         | 0         | 23      | 0       |
| «Кривбас»          | 1992—1993          | 27        | 0         | 0     | 0     | 0         | 0         | 27      | 0       |
| «Кривбас»          | 1993—1994          | 30        | 0         | 0     | 0     | 0         | 0         | 30      | 0       |
| «Кривбас»          | 1994               | 16        | 0         | 3     | 0     | 0         | 0         | 19      | 0       |
| «Кривбас»          | Загалом            | 96        | 0         | 3     | 0     | 0         | 0         | 99      | 0       |
| «Дніпро»           | 1995               | 7         | 0         | 0     | 0     | 0         | 0         | 7       | 0       |
| «Дніпро»           | 1995—1996          | 14        | 0         | 1     | 0     | 0         | 0         | 15      | 0       |
| «Дніпро»           | 1996—1997          | 24        | 0         | 6     | 0     | 0         | 0         | 30      | 0       |
| «Дніпро»           | 1997—1998          | 26        | 0         | 6     | 0     | 4         | 0         | 32      | 0       |
| «Дніпро»           | 1998—1999          | 23        | 0         | 2     | 0     | 0         | 0         | 25      | 0       |
| «Дніпро»           | 1999—2000          | 1         | 0         | 0     | 0     | 0         | 0         | 1       | 0       |
| «Дніпро»           | 2000—2001          | 4         | 0         | 2     | 0     | 0         | 0         | 6       | 0       |
| «Дніпро»           | 2001—2002          | 14        | 0         | 4     | 0     | 0         | 0         | 18      | 0       |
| «Дніпро»           | Загалом            | 113       | 0         | 21    | 0     | 4         | 0         | 138     | 0       |
| «Олександрія»      | 2002—2003          | 27        | 0         | 1     | 0     | 0         | 0         | 28      | 0       |
| «Нива» В           | 2003—2004          | 18        | 0         | 2     | 0     | 0         | 0         | 20      | 0       |
| «Олександрія»      | 2004               | 6         | 0         | 0     | 0     | 0         | 0         | 6       | 0       |
| Загалом за кар'єру | Загалом за кар'єру | 260       | 0         | 27    | 0     | 4         | 0         | 291     | 0       |

## Титули та досягнення

### Командні
- Золотий призер першої ліги Чемпіонату України з футболу (1): 1992[6].
- Бронзовий призер Чемпіонату України з футболу (3): 1994—1995, 1995—1996, 2000—2001.
- Бронзовий призер другої ліги Чемпіонату України з футболу (1): 2004—2005.